# Анастасия Тошева
Анастасия Михова Каличкова-Тошева е българска учителка и общественичка, майка на генерал Стефан Тошев и ген.Филип Дилов

## Биография
Родена е на 18 януари 1837 г. в Ески Заара. Първоначално учи в родния си град (1846 – 1848) и в Калоферски манастир (1849). През 1850 3. Княжески завежда Анастасия в девическия пансион на г-жа Васильова. Тя е първата българска девойка, изпратена с благотворителни средства да учи в Одеса. Получава образование в Педагогическия институт от 1850 до 1857 г.
През 1857 г. се завръща в родния си град и открива Начално девическо училище при метоха на черквата „Св. Димитър“, в което преподава до 1858 г. През 1863 – 1870 г. учителства в класното девическо училище в Стара Загора.
От 1870 до 1876 г. е главна учителка в класното девическо училище в Габрово и управителка на неговия пансион. Анасташа (както са я наричали габровци) е преподавала на много изявени българки с исторически заслуги – Райна Попгеоргиева (Райна Княгиня), В. Пишуркова (дъщеря на Кръстьо Пишурка), Вела Благоева и др.
Своите възгледи за девическото образование и възпитание Анастасия Тошева излага в статията „Поощрение на българките към напредъка“ (1870). Тя съветва сънародничките си да се борят за повече наука, за да догонят образованите жени в Европа.
Анастасия Тошева развива активна обществена дейност – държи сказки, организира женски дружества в Стара Загора и в Габрово. По време на Руско-турската освободителна война (1877 – 1878) работи като медицинска сестра в Търново.
На 10 юли 1877 г. Анастасия Тошева държи пламенно слово на чист руски език при посрещането на армията на ген. Гурко. Но забранява на сина си да се запише доброволец в Българското опълчение.
Между 1878 и 1892 г. учителства в Габрово. В Стара Загора, освен преподавател, става и директор на новооткритата девическа гимназия и управителка на пансиона към нея.
Областната девическа гимназия в Стара Загора се е ползвала с толкова голям авторитет и реноме, колкото Мъжката реална гимназия (Априловото школо) в Габрово. В гимназията са идвали да се учат момичета и от други краища на страната. Например между 1883 и 1885 г. там е получила образование Дешка Иванова Калпазанова – първородната дъщеря на габровския гайтанджия, по-късно основател на първата модерна текстилна фабрика в Новоосвободеното Княжество България Иван Колчев Калпазанов, по-късно станала съпруга на изтъкнатия Васил Карагьозов (учител в Априловската гимназия, доживотен училищен настоятел, политик, фабрикант, активен общественик, щедар дарител, дипломат и почетен германски вицеконсул, монах на Атон в манастира „Св. вмч. Георги Зограф“); майка на Кольо Карагьозов – изтъкнат икономист от Габрово, почетен немски вицеконсул, активен общественик и дарител.
Превежда книги от руски и френски език на български. Намира вечен покой през февруари 1919 г.
Стефан Тошев е първородният син на Анастасия и Тошо Тошеви. Ражда се на 18 декември 1859 г. в Стара Загора (тогава Ески Заара). В книгата си „Добруджански герои“ Стефан Стефанов пише: „Своенравният Стефан се откъснал от опеката на родителите си и се озовал пеш в един от щабовете на русите във Велико Търново. Тук той на чудесен руски език поискал да го приемат да воюва. Взели го, но като преводач...“ Той има много богата военна биография и участие във важни за България военни акции.

## Награда „Анастасия Тошева“
На името на Анастасия Тошева е учредена награда за високи постижения в областта на образованието. Наградата е създадена през 1985 г. Връчвана е до 1989 г., след което е възстановена през 1999 г..